# Инцко, Валентин
Валентин Инцко (нем. Valentin Inzko; род. 22 мая 1949, Клагенфурт, Австрия) — австрийский дипломат, Верховный представитель по Боснии и Герцеговине с 26 марта 2009 по 31 июля 2021 года.

## Биография
Валентин Инцко родился в словеноязычной семье в Клагенфурте (Каринтия). Его отец, Валентин Инцко-старший, был известным культурным и политическим активистом местного словенского меньшинства. Валентин Инцко-младший учился в словенско-немецкой двуязычной школе в муниципалитете Файстриц-им-Розенталь (словен. Bistrica v Rožu). После окончания средней школы в Клагенфурте в 1967 году, он поступил в Университет в Граце, где изучал юриспруденцию и славянскую филологию. С 1972 по 1974 год посещал Дипломатическую академию в Вене.
В 1974 году Инцко поступил на дипломатическую службу. С 1982 по 1986 год, работал в качестве пресс-атташе посольства Австрии в Белграде. Затем работал в австрийском представительстве в Организации Объединённых Наций. С 1990 по 1996 год работал атташе по культуре посольства Австрии в Чешской Республике, а с 1996 по 1999 год австрийским послом в Боснии и Герцеговине. С октября по декабрь 1992 года он входил в состав миссии ОБСЕ в регионе Санджак в Сербии. В 2005 году назначен послом Австрии в Словении. В марте 2009 года стал седьмым Верховным представителем по Боснии и Герцеговине, сменив словацкого дипломата Мирослава Лайчака. Инцко таким образом, стал вторым каринтийским словенцем занявшим эту должность, после Вольфганга Петрича, который был Верховным представителем в 1999—2002 годах.
Кроме словенского и немецкого, Инцко свободно говорит на сербско-хорватском, русском и чешском языках.
Он женат на аргентинской оперной певице словенского происхождения Бернарде Финк.